# Music Sounds Better with U
Music Sounds Better with U es una canción de la banda norteamericana de pop, Big Time Rush, de su segundo álbum de estudio, Elevate. La canción cuenta con la participación del rapero estadounidense Mann. Se filtró dos semanas antes de su lanzamiento oficial, que fue el 1 de noviembre de 2011, como primer sencillo de Elevate.

## Composición
La banda co-escribió la música con Noel Zancanella, Eric Bellinger, y los miembros de OneRepublic Ryan Tedder y Brent Kutzle. La producción de la canción también corrió a cargo de Tedder. En Big Time Radio, se anunció que antes del corte final, había alrededor de nueve o diez versiones de la canción. El tema versiona el estribillo del sencillo de 1998 Music Sounds Better with You de Stardust.

## Rendimiento en listas
Music Sound Better with U alcanzó el número 26 en la lista Billboard Mainstream Top 40 durante un lapso de diez semanas.

## Video musical
Un vídeo musical, se estrenó en Nickelodeon el 12 de noviembre de 2011.

## Lista de canciones
- Descarga digital[5]

1. "Music Sounds Better with U" – 3:09

- CD[6]

1. "Music Sounds Better with U" – 3:09
2. "Epic" – 3:27
3. "Music Sounds Better with U" (Instrumental) – 3:02

- Descarga digital (Reino Unido)[7]

1. "Music Sounds Better with U" – 3:09
2. "Music Sounds Better with U" (Instrumental) – 3:02

## Versión acústica
El 15 de abril de 2022 el grupo lanzó al mercado la versión acústica de la canción en las diferentes plataformas digitales de música. El video musical de la canción fue presentado por el grupo mientras realizaban una entrevista promocionando su nueva gira de verano.

## Formato
| Chart (2011–2012)                                    | Peak position |
| ---------------------------------------------------- | ------------- |
| Estados Unidos US Kid Digital Song Sales (Billboard) | 1             |
| Estados Unidos (Mainstream Top 40)                   | 26            |

| Región         | Fecha                   | Formatos               | Discográfica | Ref.   |
| -------------- | ----------------------- | ---------------------- | ------------ | ------ |
| Austria        | 1 de noviembre de 2011  | Descarga digital       | Columbia     | [ 11 ] |
| Canadá         | 1 de noviembre de 2011  | Descarga digital       | Columbia     | [ 11 ] |
| Chipre         | 1 de noviembre de 2011  | Descarga digital       | Columbia     | [ 11 ] |
| Alemania       | 1 de noviembre de 2011  | Descarga digital       | Columbia     | [ 11 ] |
| Nueva Zelanda  | 1 de noviembre de 2011  | Descarga digital       | Columbia     | [ 11 ] |
| Suiza          | 1 de noviembre de 2011  | Descarga digital       | Columbia     | [ 11 ] |
| Estados Unidos | 1 de noviembre de 2011  | Descarga digital       | Columbia     | [ 5 ]  |
| Estados Unidos | 15 de noviembre de 2011 | Contemporary hit radio | Columbia     | [ 12 ] |
| Reino Unido    | 9 de diciembre de 2011  | CD                     | Columbia     | [ 6 ]  |
| Reino Unido    | 20 de enero de 2012     | Descarga digital       | Columbia     | [ 7 ]  |